# El Dr. Jekyll i la Sra. Hyde
El Dr. Jekyll i la Sra. Hyde (títol original en anglès: Dr. Jekyll and Ms. Hyde) és una comèdia dirigida l'any 1995 per David Price, lliurement inspirada de la clàssica novel·la de l'horror escrit per Robert Louis Stevenson, L'Estrany Cas del metge Jekyll i de M. Hyde posant en escena Tim Daly, Sean Young i Lysette Anthony. Ha estat doblada al català.

## Argument
Richard Jacks (Tim Daly) és un perfumista que treballa en una gran companyia, heretant carnets del seu rebesavi, el Dr. Henry Jekyll. Fascinat per la idea de Jekyll sobre la dualitat de l'home, comença per experimentar i redefinir la fórmula separadora del bé i del mal. Adonant-se que la fórmula del seu avantpassat incrementa l'agressivitat de l'home, Richard decideix modificar les seves proporcions en estrògens amb l'esperança d'atenuar-ne la perillositat.

## Repartiment
- Timothy Daly: Dr. Richard Jacks
- Sean Young: Helen Hyde
- Lysette Anthony: Sarah Carver
- Stephen Tobolowsky: Oliver Mintz
- Harvey Fierstein: Yves DuBois
- Jeremy Piven: Pete Walston
- Stephen Shellen: Larry
- Polly Bergen: Mme Unterveldt
- Thea Vidale: Valerie
- John Franklyn-Robbins: El professor Manning

## Rebuda
- Premis 1995: Nominada als Premis Razzie: Pitjor actriu (Sean Young)[cal citació]
- Crítica: "L'originalitat brilla per la seva absència. Actors poc coneguts i poc més per a una comèdia una miqueta xarona i intranscendent"[3]